# Fria (Guiné)
Fria é uma cidade e subprefeitura na Baixa Guiné, situada a norte de Conacri (capital da República da Guiné), perto da Barragem de Amaria, no Rio Konkouré. Em 2014, tinha uma população de 61.691 pessoas.

## Visão geral
Existem algumas variações no nome da cidade: Friguia, Kimbo ou Kimbo-city. Fria é conhecida por suas cavernas locais, as Grottes de Bogoro e as Grottes de Konkouré). A economia da cidade depende muito da mineração de bauxita e da produção de alumínio. A cidade de Fria foi construída em torno de uma empresa chamada Kimbo-Fria, agora ACG Fria (Aluminum Company of Guinea), a primeira fábrica de alumínio da África. A ACG-Fria é a única refinaria de alumina em operação na Guiné, produzindo 600.000 toneladas de alumina e 2,8 milhões de toneladas de bauxita por ano.
Recentemente, o presidente da Guiné, Lansana Conte, assinou um acordo com a RUSAL (Russkiy alyuminiy - Alumínio Russo), privatizando o complexo de bauxita e alumínio em Fria administrado pela Alumina Company of Guinea. Isso permitirá a eventual duplicação da capacidade da empresa.
A cidade é servida pelo Aeroporto de Fria.

## Estrada de ferro
A mina de bauxita é conectada por uma ferrovia de bitola 1000mm ao porto de Conacri, capital da República da Guiné.

## Residentes notáveis
- Dede Camara - nadador olímpico
- Rainatou Sow - fundadora da Make Every Woman Count